# Dasylurinja kokuminola
Dasylurinja kokuminola is een uitgestorven roofbuideldier uit het Mioceen van Queensland, Australië. Het is de enige soort in het geslacht Dasylurinja en een van de vroegste vertegenwoordigers van de familie der echte roofbuideldieren (Dasyuridae).